# Ядринцев, Николай Михайлович
Никола́й Миха́йлович Я́дринцев (18 [30] октября 1842 или 31 октября 1842, Омск, Тобольская губерния — 7 [19] июня 1894 или 20 июня 1894, Барнаул, Томская губерния) — русский публицист, писатель и общественный деятель, исследователь Сибири и Центральной Азии, один из основоположников сибирского областничества, первооткрыватель древнетюркских памятников на реке Орхон, столицы Чингисхана Каракорума и Орду-Балыка — столицы Уйгурского каганата в Монголии.

## Биография
Николай Ядринцев родился 18 (30) октября 1842 года в купеческой семье в городе Омске Омского округа Тобольской губернии Западно-Сибирского генерал-губернаторства, ныне город — административный центр Омской области. Отец, Николай Михайлович, отличался прогрессивными взглядами и общался с декабристами. Летом 1843 года семья переехала в Тобольск, спустя 4 года переселилась в Тюмень.
В 1851 году переехал вместе с родителями в Томск. С 1854 года учился в частном пансионе Позоровского при Томской мужской гимназии, поступив сразу во второй класс, где учился вместе с Николаем Ивановичем Наумовым. В Томске же подружился с Николаем Семёновичем Щукиным, который снял квартиру у матери Ядринцева и организовал литературный кружок. Под впечатлением рассказов Щукина, не окончив 7-й класс гимназии, летом 1860 года Ядринцев с матерью (отец умер в 1858 году) уехал в Санкт-Петербург, где стал вольнослушателем юридического факультета Императорского Санкт-Петербургского университета. Щукин дал ему письмо к Григорию Николаевичу Потанину, тоже сибиряку, который уже учился в университете. Через пару месяцев после переезда от брюшного тифа скончалась мать Ядринцева и он унаследовал капитал в 8 тыс. рублей, который неудачно дал взаймы под проценты гвардейцу и вскоре оказался без средств.
Принимал активное участие в основании и деятельности землячества студентов-сибиряков, в среде которых зародились идеи сибирского областничества. Землячество объединяло около 20 человек и собиралось сперва у Павла Павловича Джогина, затем на общей квартире, в которой жили Ядринцев, Григорий Николаевич Потанин, Николай Иванович Наумов, Иван Александрович Худяков и Фёдор Николаевич Усов. В 1863 году дебютировал как литератор, печатался в «Искре» и «Русском слове».
В августе-сентябре 1863 года вернулся в Томск, но вскоре переехал в Омск к Потанину, работал учителем и совместно с Потаниным стал организатором литературных чтений. На благотворительном музыкально-литературном
вечере в поддержку композитора из казачьего оркестра, который собирался ехать учиться в столицу, выступил с речью за скорейшее создание в Сибири своего университета. Вслед за Потаниным в 1864 году переехал в Томск, где, сотрудничая в газете «Томские губернские ведомости», он занимался пропагандой областничества. Опубликовал там статьи «Сибирь перед судом русской литературы», «Этнологические особенности сибирского населения».

### Арест и заключение по делу «Общества независимости Сибири»
В 1865 году в связи с обнаружением жандармами радикальной прокламации «Патриотам Сибири» вместе с Г. Н. Потаниным, С. С. Шашковым, Н. С. Щукиным, Е. Я. Колосовым, А. П. Щаповым и др. (44 человека) был арестован по делу «Общества независимости Сибири» — «делу о злоумышленниках, якобы имевших целью отделить Сибирь от России и образовать в ней республику по образцу Северо-Американских Соединенных Штатов». В 1880-е годы Ядринцев вспоминал, что «воззвание» было написано ещё в Санкт-Петербурге лицом, ничем не выдающимся, а отредактировано им и Шашковым; Потанину же он признался, что прокламация была написана иркутским купцом С. Поповым, жившим в то время в Санкт-Петербурге.
В Омском остроге в начале следствия арестованные сидели в одиночных камерах, но через несколько недель их поселили по несколько человек. После окончания следствия дело направлено в Санкт-Петербург для вынесения по нему решения, а арестованные из тюрьмы были переведены в крепость на гауптвахту, где им разрешили иметь книги, заниматься литературной работой и даже разбирать документы омского архива и архива Главного управления Западной Сибирью. За время, проведенное в заключении, Ядринцев написал статью «Женщина в Сибири в XVII и XVIII столетиях», опубликованную в «Женском Вестнике» за 1867 год, и собрал материал для своей будущей книги «Русская община в тюрьме и ссылке», поместил небольшие статьи в «Сибирском вестнике», «Искре», «Деле». Написал развернутый некролог на смерть Ч. Ч. Валиханова.

### В ссылке в Шенкурске
28 февраля (11 марта)  1868 года был признан виновным в намерении отделить Сибирь от России и сослан в город Шенкурск Шенкурского уезда Архангельской губернии. В Архангельск Ядринцев пришёл без денег и теплой одежды. Он подал прошение архангельскому губернатору князю Сергею Павловичу Гагарину, чтобы ему разрешили задержаться в городе и дождаться присылки денег. Гагарин разрешил, а потом через ссыльного Павла Платоновича Чубинского обратился к Ядринцеву с предложением в связи с готовящейся тюремной реформой приготовить записку о положении русской тюрьмы. Ядринцев за две недели написал записку. Она была подана Гагариным в министерство, но без указания имени автора, которого за эту услугу губернатор отправил в Шенкурск в экипаже, а не по этапу.
В период ссылки пережил краткосрочное увлечение марксизмом: в силу неизбежности наступления капитализма выступил за развитие фабрично-заводского производства в Сибири и за союз сибирских интеллигенции и буржуазии, однако под влиянием Потанина он отказался от этих взглядов из-за неприятия стадии первоначального накопления капитала в силу её крайней негуманности.

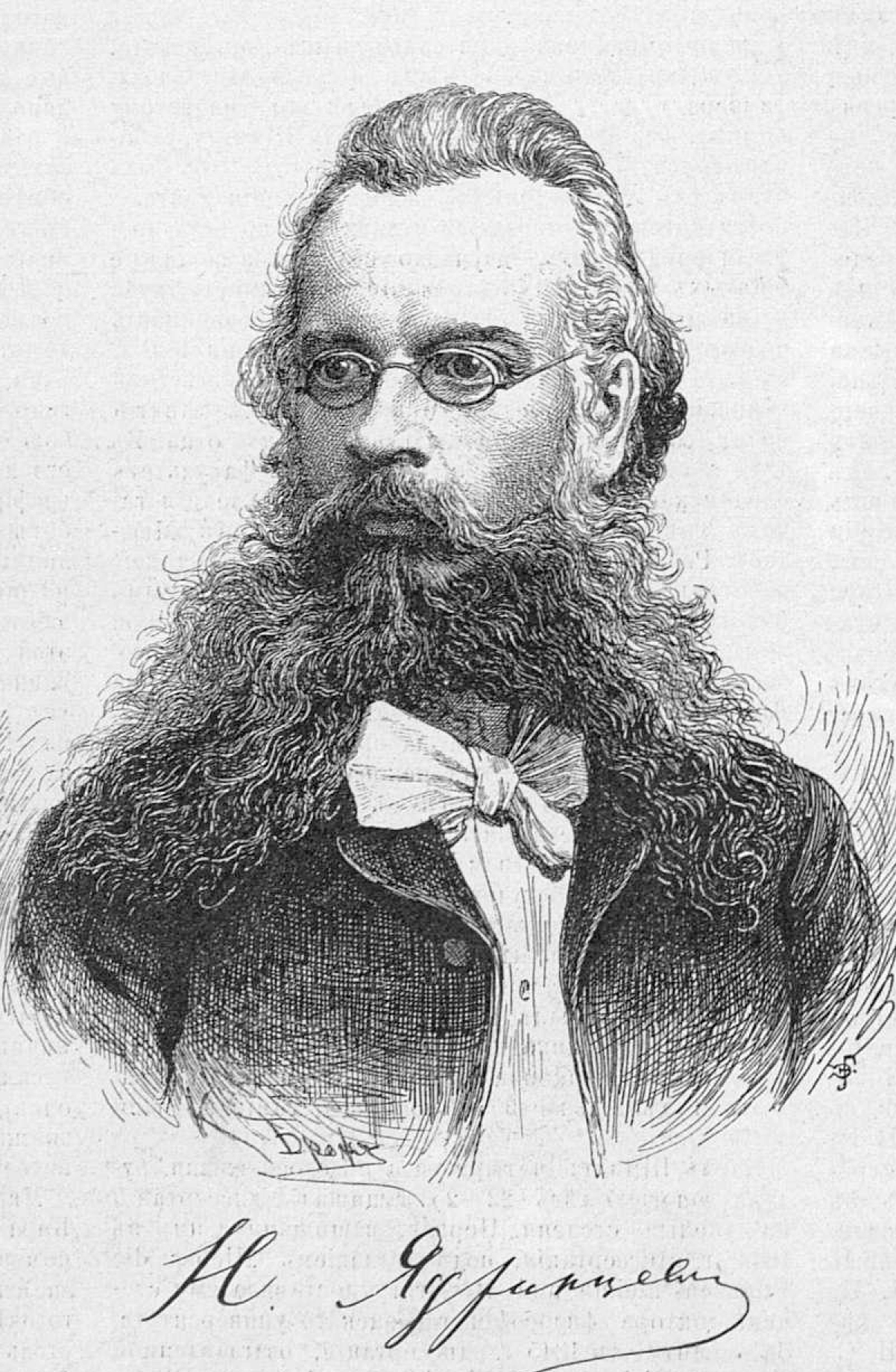

В 1872 году выпустил книгу «Русская община в тюрьме и ссылке», составленную из собственных статей в «Деле», «Неделе» и «Отечественных записках» за 1868—1871 годы. В ней Ядринцев критикует трактовку уголовного преступления как нравственного явления и указывает на его социогенный характер, а также выступает против ссылки как меры наказания в силу того, что она не исправляет заключенных и не устрашает потенциальных преступников. Кроме того, он указывал, что ссылка препятствует социально-экономическому развитию той территории, на которой расселяются заключенные. Вместо этого он предложил переселять преступников на незаселенные территории, где они должны подвергаться трудовому перевоспитанию в артелях. Будущую отмену ссылки Ядринцев сравнивал по своей значимости с отменой крепостного права. В 1873 году сотрудничал с издававшейся в Казани «Камско-Волжской газетой», закрытой в январе 1874 года.

### После ссылки
1 (13) декабря 1873 года получил помилование и в 1874 году переехал в Санкт-Петербург, где устроился секретарём к графу Владимиру Александровичу Соллогубу, председателю комиссии по тюремному надзору. Летом того же года вступил в брак с журналисткой Аделаидой Фёдоровной Барковой, дочерью разорившегося золотопромышленника, ставшей для него не только спутницей жизни, но и активной помощницей, редактором, корректором и переводчиком.
В 1875 году генерал-губернатором Западной Сибири стал Николай Геннадьевич Казнаков. Ядринцев нашёл способ лично познакомиться с ним и представил ему записки о ссылке и сибирском университете. В 1876 году переехал в Омск по приглашению прогрессивного генерал-губернатора, поддерживавшего идею создания сибирского университета, и до 1880 года состоял на государственной службе в Акмолинском областном тюремном управлении.

### Экспедиции на Алтай
В 1878 году совершил первую комплексную экспедицию на Алтай как член Западно-Сибирского отдела Русского географического общества, изучал постановку переселенческого дела, собрал этнографический и ботанический материалы. В 1880 году в результате его второй экспедиции были составлены географические карты Телецкого озера, реки Чуи и её притоков, проведено много антропологических исследований. В 1881 году был награждён золотой медалью Императорского русского географического общества. Ядринцев посетил почти все районы Алтая, включая центральную и высокогорную области. Его статьи «О мараловодстве на Алтае», «Поездка по Западной Сибири и в Горно-Алтайский округ» и другие представляют научную ценность и в наши дни.

### В Санкт-Петербурге
В 1881 году вернулся в Санкт-Петербург, где в 1882-м, к 300-летнему юбилею присоединения Сибири, вышел самый значительный и актуальный труд Ядринцева «Сибирь как колония». В книге он указывал на расслоение общины, слаборазвитую промышленность, экономические монополизм и мироедство. Эти явления он связывал с сохранением в Сибири феодальных порядков, правительственной политикой и колониальным положением региона. Улучшение положения Сибири Ядринцев связывал с возрождением сельской общины и развитие кустарного производства посредством проведения благоприятствующих им реформ. Также он выступал за поощрение свободного переселения крестьян в Сибирь, которое, однако, должно проводиться при учёте интересов местного населения — инородцев и старожилов. Второе издание книги вышло в 1892 году.
1 (13) апреля 1882 года Ядринцев при поддержке Петра Петровича Семёнова основал в Санкт-Петербурге областническую газету «Восточное обозрение». Также он сотрудничал в других изданиях — «Сибирской газете» и «Сибири». С 1 (13) января 1888 года, по причине закрытия «Сибири» и цензурных препонов, перевёл газету в Иркутск, однако местная публика, в частности группа молодежи во главе с Н. М. Астыревым, плохо приняла Ядринцева из-за поддержки, которую ему оказывали местные городской голова и генерал-губернатор. В этом же году овдовел, пережив серьёзный душевный кризис и пристрастившись из-за этого к алкоголю. В связи с этим Ядринцев в 1894 году уступил пост редактора газеты И. И. Попову.

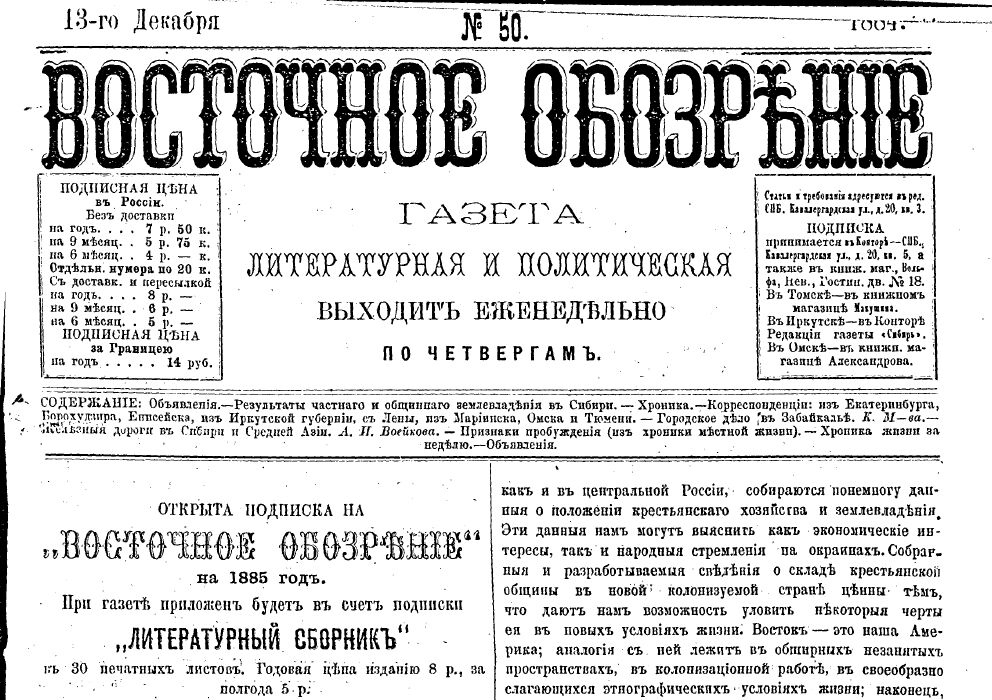
Газета «Восточное обозрение». 13 декабря 1884 года.

В 1882—1887 гг. проводил у себя на квартире т. н. «четверги» — вечерние журфиксы, которые были приурочены к выходу номеров «Восточного обозрения». В них принимали участие до 30-40 человек, в том числе В. И. Семевский, А. М. Скабичевский, В. В. Радлов, М. В. Певцов, В. П. Острогорский, Л. Ф. Пантелеев, А. А. Кауфман, Дж. Кеннан, Г. Н. Потанин, Д. Н. Мамин-Сибиряк, В. В. Лесевич, А. И. Введенский и др. На «вечерах» обсуждались публикации и программа издания, идейной целью собраний было воспитание патриотичной сибирской интеллигенции. Среди участников была Александра Семёновна Боголюбская, дочь настоятеля Нерчинско-Заводского Богоявленского собора, в которую Ядринцев влюбился и предлагал выйти за него замуж.
В 1891 году опубликовал книгу «Сибирские инородцы, их быт и современное положение», указав правительству на важность немедленной перемены национальной политики в Сибири и скорейшего просвещения местных народов.
В литературных сочинениях тяготел к лирико-публицистическим жанрам, в частности, к путевым очеркам, которые нередко носили обличительный характер. Выступал как критик и литературовед: статьи «Судьба сибирской поэзии и старинные поэты Сибири», «Начало печати в Сибири», о творчестве Н. В. Гоголя, И. С. Тургенева, Н. И. Наумова, С. Я. Елпатьевского и др.

### Экспедиция в Монголию
Во время экспедиций (1886, 1889, 1891) в Минусинский край и к верховьям Орхона открыл развалины Хара-Балгаса и, по наводке Г. Н. Потанина, древней монгольской столицы Каракорума, а также памятники древнетюркской письменности с дублированием тюркского текста китайскими иероглифами, что сделало возможным их расшифровку В. Томсеном. Открытия прославили Ядринцева: в 1890 г. он делает доклад в президиуме РГО, в мае — июне того же года совершает поездку в Париж с докладом о путешествии, в июле выступает на всемирном тюремном конгрессе в Санкт-Петербурге.

### Последние годы
Участвовал в борьбе с голодом и эпидемией холеры на юге Тобольской губернии в 1891 году Он уговорил Иннокентия Михайловича и Александра Михайловича Сибиряковых выделить значительную финансовые средства на организацию в Тюмени санитарного отряда во главе с П. Г. Сушинским. Сам Ядринцев отправился вглубь губернии — в Курганский, Ишимский, Ялуторовский уезды — для организации столовых и амбулаторий на местах.
В 1891 году в Женеве нелегально издал памфлет «Иллюзия величия и ничтожество. Россию пятят назад», в котором под влиянием личных неурядиц и разочарования в народничестве предсказывал будущий крах Российской империи. Он указывал на деградацию сельской общины, убыточность новых территориальных приобретений в Азии, деградацию и западничества, и славянофильства, внутренний застойный кризис и внешнее бессилие России. Он критикует русификацию малых народов и антизападничество, что чревато, по его мнению, будущими территориальными утратами.
Летом 1893 года посетил Всемирную Колумбову выставку в Чикаго, что ещё в большей степени удручает его, так как он лично убедился, что Сибирь и США разительно отличаются друг от друга своими социальными условиями.
В 1894 году получил личное приглашение стать начальником статистического отдела Управления Алтайского горного округа и 2 (14) июня 1894 года прибыл в Барнаул. По дороге он заехал в Томск и пригласил Александру Боголюбскую, работавшую врачом в Томске, в Барнаул. После её приезда в Барнаул у них произошло роковое объяснение. Он получил от неё вежливый отказ.

Могила Ядринцева

Николай Ядринцев 7 (19) июня 1894 года покончил жизнь самоубийством, приняв чрезмерную дозу опия, который использовал для лечения внутренних язв в доме бывшего политического ссыльного, служащего управляющим делами одной из коммерческих фирм, Якова Ивановича Сулина в городе Барнауле Барнаульского уезда Томской губернии, ныне город — административный центр Алтайского края. Свидетели рассказывали, что Александра Боголюбская пыталась спасти его, вливала ему по ложечке кофе, но Ядринцев скончался у неё на руках. В 1920-х годах она работала школьным врачом в Ленинграде.
Похоронен на Нагорном кладбище города Барнаула. Бюст на могиле создан русским скульптором и меценатом Константином Михайловичем Сибиряковым, лично знавшим Н. М. Ядринцева. Гранитный памятник изготовлен на Колыванской шлифовальной фабрике по проекту архитектора Шулева. В середине 1930-х годов кладбище было превращено в Нагорный парк, надгробный памятник как и другие был снесён, но его не успели уничтожить и по просьбе писателя Афанасия Лазаревича Коптелова восстановили. Ныне парк находится в Центральном районе города Барнаула.

## Упоминания
Последние дни писателя отражены в документальной повести И. П. Кудинова «Шесть дней в июле».

## Семья
- Отец — Михаил Яковлевич Ядринцев (ум. 1858), уроженец Перми, купец, был знаком с декабристами А. И. Анненковым, П. Н. Свистуновым, дружен с В. И. Штейнгелем, интересовался науками, художественной литературой.
- Мать — Феврония Васильевна (ок. 1820—1860), бывшая крепостная[8] из Орловской губернии. В молодости из неволи её выкупил купец Кузин и взял в услужение. В его доме она познакомилась с будущим мужем[9].
  - Имел также двух младших сестёр.
- Жена — Ядринцева Аделаида Федоровна (урожд. Баркова, 1854/55 — 17 (29) июня 1888 года), журналистка, переводчица, этнограф.
  - Сын — Лев, в конце 1890-х гододв служил в Рязанской казённой палате, с 1903 гожа жил в Иркутске, журналист в «Сибирской газете», в 1918 году корреспондент газеты «Правда».
  - Сын — Николай, учился в земледельческой школе в Москве, которую не окончил. Служил в Севастополе в 50-м пехотном Белостокском полку вольноопределяющимся 9 роты[10].
  - Дочь — Лидия Николаевна Доброва-Ядринцева (1885—1942) — социалист-революционер, этнограф, историк. Её муж Павел Владимирович Злобин (1882—1930), социалист-революционер.
    - Внук — Степан Павлович Злобин (1903—1965), советский писатель, лауреат Сталинской премии.
      - Правнук — Злобин, Наль Степанович

    - Внучка — Вера Павловна Злобина.

## Память
- Его имя носит село Увало-Ядрино (Любинский район, Омская область).
- Именем Ядринцева названы улицы в Барнауле, Иркутске, Омске, Новосибирске (ул. Ядринцевская, с 1898).

## Труды
- Ядринцев Н. М. Женщина в Сибири в XVII и XVIII столетиях. Исторический очерк // Женский вестник. — 1867. — № 8. — С. 104—123.
- Ядринцев Н. М. Из путевых писем о Сибири // Восточное обозрение. — 1882. — № 2. — С. 47—50.
- Ядринцев Н. М. Культурное и промышленное состояние Сибири. — СПб., 1884.
- Ядринцев Н. М. Общественная жизнь наших городов // Томские губернские ведомости. — 1865. — № 19 — Электронный ресурс: vital.lib.tsu.ru.
- Ядринцев Н. М. Русская народность на востоке // Дело. — 1874. — № 11. — С. 297—340.
- Ядринцев Н. М. Русская община в тюрьме и ссылке. — СПб., 1872.
- Ядринцев Н. М. Сибирь как колония в географическом, этнографическом и историческом отношении. — Новосибирск, 2003.
- Ядринцев Н. М. Сибирь перед судом русской литературы // Томские губернские ведомости. — 1865. — № 9 — Электронный ресурс: vital.lib.tsu.ru.
- Ядринцев Н. М. Сибирь как колония в географическом, этнографическом и историческом отношении. (2-е изд.). — 1892.
- Ядринцев Н. М. Сочинения. — Том 1. Сибирь как колония. Современное положение Сибири, её нужды и потребности, её прошлое и будущее. — Тюмень, 2000.
- Ядринцев Н. М. Условия прогресса в сфере наказания. — СПб., 1874.
- Ядринцев Н. М. Отчет о поездке в Восточную Сибирь в 1886 г. для обозрения местных музеев и археологических работ. — СПб., 1887.
- Ядринцев Н. М. Русская община в тюрьме и ссылке. — СПб., 1872.
- Ядринцев Н. М. Об алтайцах и черневых татарах. — [СПб., 1881.]
- Ядринцев Н. М. Сибирские инородцы, их быт и современное положение : этнографические и статистические исследования с приложением статистических таблиц. — СПб., 1891.
- Ядринцев Н. М. Программа исследования сельской общины в Сибири. — Омск, 1879.
- Ядринцев Н. М. Сборник избранных статей, стихотворений и фельетонов. — Красноярск, 1919.
- Ядринцев, Н. М. Культурное и промышленное состояние Сибири. — Санкт-Петербург, 1884.
- Ядринцев, Н. М. Древние памятники и письмена в Сибири. — Санкт-Петербург, 1885.
- Ядринцев Н. М. О культе медведя, преимущественно у северных народов. // Этнографическое обозрение. — № 1—2. — М., 1890. — С. 101—116.
  - Ядринцев Н. М. Наши выселения и колонизация / Н. Ядринцев. — [Б. м.: б. и.], [1880?]. — С. 448—486. Извлеч. из журн.: Вестник Европы. — 1880. — Т. 3, июнь.
  - Ядринцев Н. М. Положение переселенцев в Сибири / Н. Ядринцев. — [Б. м.: б. и.], [1881?]. (Извлеч. из журн.: Вестник Европы. — 1881. — Т. 4, авг.)
  - Ядринцев Н. М. Положение ссыльных в Сибири / Н. Ядринцев. — [Б. м.: б. и.], [1875?]. (Извлеч. из журн.: Вестник Европы. — 1875. — Т. 6, нояб., дек.)
  - Ядринцев Н. М. Сибирские литературные воспоминания: очерки первого сибирского землячества в Петербурге / Н. М. Ядринцев. — Красноярск: Изд. Краснояр. Союза обл.-автономистов, 1919
  - Ядринцев Н. М. Сибирь как колония в географическом, этнографическом и историческом отношении = La Siberie comme Colonie: ил. 16-ю сиб. видами и типами. — Изд. 2-е, испр. и доп. — СПб.: Изд. И. М. Сибирякова (Тип. И. Н. Скороходова), 1892.
  - Ядринцев Н. М. Сперанский и его реформы в Сибири / Н. Ядринцев. — [Б. м.: б. и.], [1876?]. (Извлеч. из журн.: Вестник Европы. — 1876. — Т. 3, май, июнь)
  - Ядринцев Н. М. Трехсотлетие Сибири с 26 октября 1581 года / Н. Ядринцев. — [Б. м.: б. и.], [1881?]. (Извлеч. из журн.: Вестник Европы. — 1881. Т. 6, дек.)
  - Ядринцев Н. М. Экономический кризис в чернозёмной полосе Южной Сибири / Н. Ядринцев. — [Б. м.: б. и.], [1896?] (Извлеч. из журн.: Русское богатство. — [1896]. — № 8)